# Első mazuri-tavaki csata
Az első mazuri-tavaki csata az első világháború elején, a keleti fronton zajlott le 1914-ben. A német 8. hadsereg offenzívát indított az orosz 1. hadsereg ellen és az egész arcvonalán visszavonulásra kényszerítette azt. A totális győzelmet az orosz 10. hadsereg érkezése akadályozta meg. Bár ez a győzelem kevésbé volt egyértelmű és pusztító, mint az egy héttel korábban lezajlott tannenbergi csata, s az oroszoknak még tovább kellett várniuk Kelet-Poroszország elözönlésével.

## Előzmények
Az első világháború kitörésekor a németek nyolc hadseregéből hét Franciaországot támadta meg a nyugati fronton, a lassabban mozgósító Oroszország támadásának kivédésére pedig egyet, a 8. hadsereget, és később az újonnan felállított 9. hadsereget mozgósították.
Az orosz mozgósítás azonban hamarabb ment végbe, mint a németek gondolták, és komoly veszélyt jelentettek Németország keleti határaira és (annak ellenére, hogy az oroszok elsősorban az Osztrák–Magyar Monarchia ellen vonultak fel, hogy a Szerbiára gyakorolt nyomáson csökkenthessenek). Rennenkampf 1. és Szamszonov 2. hadserege megkezdték Kelet-Poroszország lerohanását.
Az orosz invázió ígéretesnek indult. Míg Rennenkampf Königsberghez közeledve folyamatosan visszavonulásra kényszerítette a határ menti német erőket, Szamszonov az 1. hadseregtől délre, bekerítő mozgást végzett, hogy vagy csapdába ejtse a német 8. hadsereget Königsberg jól megerősített városa környékén, vagy további visszavonulásra kényszerítse azt, elvágva a fontos várost a németektől. A terv azonban katasztrófába torkollott. Rennenkampf és Szamszonov személyes ellentétének következtében a két sereg nem működött együtt, az orosz 1. és 2. hadsereg arcvonala között hatalmas rés volt. Szamszonov csapatai nehéz, mocsaras, dombos környezetben, összezsúfolódva és rosszul szervezetten vonultak a város felé, mikor az eddig visszavonuló németek, kihasználva a két orosz sereg közti rést és a jobb mobilitási képességüket (remek volt a vasúthálózat) teljes erővel, minden oldalról megtámadták a 2. hadsereget. Egy hadosztály az oroszok hátába is került, csapdába ejtve az egyébként is rosszul álló 2. hadsereget. Ez volt a tannenbergi csata, melyben a 2. hadsereg közel 150 000 embert vesztett, a maradék pedig teljesen szétszóródott, míg a németek alig 10 000 halottat és sebesültet vesztettek.
Rennenkampf, mikor tudomást szerzett a támadásról, rögtön honfitársai segítségére sietett, azonban egyszerűen túl messze volt ahhoz, hogy jelentős támogatást tudjon nyújtani. Egy német lovashadosztály a két sereg közé ékelődött, hogy tovább lassítsa az 1. hadsereget és megakadályozza a 2. hadsereg maradványainak észak felé történő kitörését. Augusztus 30-án az 1. hadsereg II. hadteste még mindig 70 km-re volt a katlantól. Ahhoz, hogy ilyen közel kerülhessen, Rennenkampf serege egyetlen észak-dél irányú, hosszú vonallá fejlődött, ahogy dél felé haladt a második hadsereg felé. Egy esetleges támadás a lendületben lévő német 8. hadseregtől, megkerülhette és bekeríthette volna az egész sereget. Tannenberg után már a 2. hadsereg sem állt a németek útjába, akik az 1. hadseregnek is hasonló sorsot szántak. A 8. hadsereg manőverező képessége sokkal jobb volt az oroszokénál, hála a remekül kiépített vasúthálózatuknak. Rennenkampf felismerte a veszélyt, és visszavonult, mielőtt csapdába ejthették volna.

## A csata
Rennenkampf Königsbergtől északkeletre vonult, jobbszárnya Angerburgra és a Mazuri-tavakra, balszárnya pedig az Omer folyóra támaszkodott. Csapatait megerősítette az újonnan érkezett XXVI. hadtesttel, melyet Königsberggel szemben sorakoztatott fel, tapasztaltabb csapatait 8. hadsereggel szemben, déli oldalon hagyta. Csapatait két gyalogsági tartalékhadosztály is erősítette. Mindent egybevéve, kitűnő pozícióban várta a lépéskényszerben lévő németeket, miközben az orosz 10. hadsereg már közeledett déli irányból.
A 2. hadsereg maradványainak felőrlése szeptember 2-án véget ért, Paul von Hindenburg pedig azonnal Rennenkampf vonalainak déli oldalának irányába vezényelte csapatait. A nyugati frontról két hadtestet kapott erősítésként, így a háború kitörése óta először (mivel az orosz csapatok fele messze északon, Königsberg erődítéseivel nézett farkasszemet) a németek lokális túlerőbe kerültek. Rennenkampfhoz hasonlóan, Hindenburg is újoncait helyezte az északi szárnyra, míg a tannenbergi csata veteránjaival délen tervezte a fő offenzívát, túlerejének köszönhetően két hadtestet, az I. és a XVII., valamint a 3. német tartalékhadosztály jobbról, délről megkerülte az orosz vonalakat, hogy a tavakon át oldalba támadhassa az orosz csapatokat. 
Szeptember 5-én megindult a német támadás, kezdetben minden ellenállás nélkül. 7-én törtek ki először nagyobb összecsapások, 8-án pedig az egész frontszakaszon dúltak a harcok. Északon a német csapatok elsöpörték az oroszokat, akik keleti irányba vonultak vissza, a délen azonban a német XVII. hadtest a túlerőben és jó pozícióban lévő orosz II. hadtesttel csapott össze. A németek alábecsülték a jól manőverező, erős II. hadtestet, mely 8-án gyakorlatilag bekerítette a XVII.-et. 9-én érkezett a német I. hadtest, mely felmentette a XVII.-et, megfordítva a csata állását: most már az oroszokat vágták el hátországuktól. Még délebbre a német 3. tartalékhadosztály megtámadta és megverte az orosz XXII. hadtestet Lyck közelében, mely délkeleti irányba vonult vissza. Rennenkampf minden fronton vereséget szenvedett és északon ellenoffenzívát rendelt el, hogy keletebbre újjáépíthesse vonalait. Az ellentámadás hátrébb vetette a német XX. hadosztályt néhány kilométerrel, azonban a németek az újdonsült vereség után nem álltak le újjáépíteni vonalaikat, hanem tovább támadtak északon és délen is. Ennek hatására a frissen előretörő oroszok eltávolodtak hátráló vonalaiktól, így nekik is vissza kellett vonulniuk, súlyos veszteségeket szenvedve. Szeptember 11-ére az oroszok északon Insterburg és Angerburg közé szorultak vissza, délen pedig komoly átkarolás fenyegette őket. Rennenkampf általános visszavonulást rendelt el, melyet erős utóvéd fedezett. Az oroszok gyorsan menekültek, így Hindenburg nem érhette őket utol és nem mérhetett rájuk olyan súlyos csapást, mint a 2. hadseregre. A német parancsnok gyorsítani akart a szárnyai előrenyomulásának sebességén, azonban hírek terjengtek az orosz 10. hadsereg érkezéséről, így a német csapatok inkább elálltak az üldözéstől. Az 1. hadsereg megmaradt egységei 12-ére elérték Gumbinnent, 13-ára pedig Stallupönent. Az egész határszakaszon vonultak vissza az oroszok határ menti erődjeik ágyúinak biztonságába.

## Következmények
A visszavonulás súlyos veszteségeket eredményezett az oroszok számára, de a csaták a németektől is súlyos áldozatokat követeltek, tekintettel különösen arra, hogy egyébként is a 8. hadsereg egymaga alkotta a németek keleti frontját (a 9. hadsereg még mindig nem állt készen). Hindenburg csapatai a háború legnagyobb sikerét könyvelhették el, teljesen elpusztítva az orosz második hadsereget, súlyos sebet ejtve az elsőn, és még az alakuló tizediket is kiűzve német földről. Míg a 8. hadsereg Rennenkampf seregét lekötötte, az újonnan létrejött német hadtest von der Goltz vezetése alatt súlyos csapást mért a második hadsereg maradványaira. A sikernek azonban ára volt: a keleti frontra összpontosított erőket nyugatról vonták el, és hiányuk a kibontakozó első marne-i csatában érezhető volt. Bár ez rendkívül fontos hadjárat volt, a keleti front „fő” csatái az Osztrák–Magyar Monarchia és Oroszország között bontakoztak ki. A németekhez hasonlóan az osztrák-magyar csapatok is áttörték az orosz frontot és úgy tűnt, egész Lengyelországból kiűzhetik a cári seregeket. Hamarosan változik a harci helyzet, a kezdeti vereségek után az oroszoknak kedvez majd a hadiszerencse a következő év elején.